# من سيربح المليون؟
من يريد أن يكون مليونيراً؟ (بالإنجليزية: Who Wants to be a Millionaire)‏ أو كما يُعرف في العالم العربي من سيربح المليون؟ (ويُعرف بشكل غير رسمي المليونير)، هو برنامج تلفزيوني عالمي من أصل بريطاني تم إنشاؤه بواسطة ديفيد بريجز ومايك ويتهيل وستيفن نايت. المملوكة حالياً والمرخصة من قِبل تلفزيون سوني بيكتشرز. يتمحور البرنامج حول استضافة متسابقين للإجابة على أسئلة معلومات عامة يقدم جوائز مالية كبيرة لمن يجيب بشكل صحيح ومتتالي على أسئلة البرنامج. وتزداد صعوبة الأسئلة كُل ما زاد التقدم في المراحل.
تم عرض النسخة البريطانية الأصلية لأول مرة في 4 سبتمبر 1998 على شبكة آي تي في وتم بثها حتى آخر حلقة لها في 11 فبراير 2014. تم إعادة بث سلسلة جديدة من سبع حلقات لإحياء ذكرى مرور 20 عامًا على بثها من 5 إلى 11 مايو 2018. تلقى ذلك مراجعات إيجابية في معظمها من النقاد والمعجبين، بالإضافة إلى مشاهدة عالية، مما دفع آي تي في إلى تجديد العرض لسلسلة أخرى. منذ ظهورها لأول مرة، تم بث النُسخ الدولية للعرض في حوالي 160 دولة حول العالم.
عرض في الشرق الأوسط وشمال أفريقيا على قناة إم بي سي 1 ولاحقاً على قناة أو أس أن يا هلا. قدم المسابقة الإعلامي اللبناني جورج قرداحي. انطلق البرنامج في 27 نوفمبر 2000، أولى أيام شهر رمضان وأستمر لعدة مواسم.

## المسابقة

### القوانين
في أغلب النُسخ تبدأ المسابقة باستضافة المتسابقين وطرح عليهم ما يُسمى «بسؤال السرعة» وهو ترتيب الجواب من أربعة خيارات لأسئلة عامة، والأسرع هو الذي يجلس على الكرسي ليُجيب على الأسئلة، بعد ذلك، يتم طرح الأسئلة عليه تباعاً حتى يصل للسؤال الأخير ولديه أيضاً وسائل مساعدة، في أغلب النُسخ كانت تتكون الأسئلة من 15 سؤال قمة الجائزة في أغلبية الإصدارات هي مليون من العملة المحلية. ويحق للمُتسابق الانسحاب في أي وقت يريد.

#### وسائل المساعدة
- حذف إجابتين: في جميع النسخ استخدمت وسيلة حذف إجابتين خاطئتين ليتبقى للمُشترك إجابة خاطئة وإجابة صحيحة.
- الاستعانة بالجمهور: هي وسيلة يتم فيها طرح السؤال على الجمهور وإظهار نسبة الإجابات على المتسابق.
- الاتصال بالصديق: يحق للمتصل الاتصال بصديق في مدة زمنية قدرها ثلاثون ثانية للإجابة على السؤال.
- تبديل السؤال: في بعض النُسخ تم استخدام هذه الوسيلة وهي إمكانية تغيير السؤال بسؤال آخر.
- الإجابة المزدوجة: القليل من النُسخ منها النسخة الروسية استخدموا وسيلة الإجابة المزدوجة، حيث يتمكن المتسابق من تخمين إجابتين بدلاً من إجابة واحدة، وفي حال كانت إحدى إجابتيه صحيحة فإنه يعبر السؤال بنجاح، في حال استخدم المتسابق وسيلة حذف إجابتين ثم الإجابة المزدوجة فإنه بالتالي يضمن الجواب الصحيح.
- لجنة الحكماء: يتم الاستعانة بثلاثة من الشخصيات ذوي الخبرة للإجابة على السؤال، استُخدمت هذه الوسيلة في العديد من النسخ من ضمنها النسخة العربية (بدءً من العام 2015).
- الاستعانة بالمستشار: وفيه يستعين المتسابق بشخصٍ واحد من ذوي الخبرة.
- اسأل أحد المشاهدين: وفيه يستعين المتسابق بشخص من الجمهور ليطرح المتسابق عليه السؤال، استُخدمت هذه الوسيلة في ألمانيا وكوستاريكا.
- اسأل ثلاثة من الجماهير: وفيه يستعين المتسابق بثلاثة أشخاص من الجمهور، استُخدمت في النسخة الفيتنامية.
- تخطي السؤال: وفيه يستطيع المتسابق تخطي السؤال ولكنه لن يربح جائزة السؤال الذي تخطاه.
- اسأل المذيع: يسأل المتسابق المذيع الذي يطرح عليه الأسئلة ليساعده في الإجابة. استُخدمت هذه الوسيلة في النسخة البريطانية والإيطالية والفرنسية.

### الفائزين بالجائزة الكبرى
من بين جميع المتسابقين الذين خاضوا المسابقة في جميع الإصدارات، لم يتمكن سوى عدد قليل منهم من الفوز بالجائزة الكبرى. أول فائز كان جون كاربنتير، الذي فاز بالجائزة الكبرى في النسخة الأمريكية في 19 نوفمبر 1999. لم يستخدم كاربنتر أي وسيلة مساعدة حتى السؤال الأخير، مستخدماً «الاتصال بصديق» ليس للمساعدة ولكن للاتصال بأبيه لإخباره بأنه على وشك الفوز بالمليون.

## الإصدارات

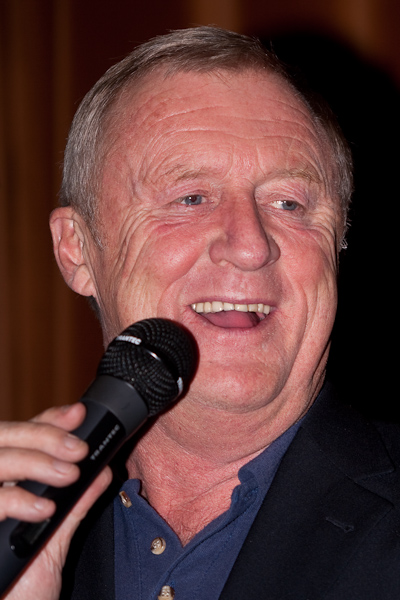
كريس تارانت مٌقدم النسخة البريطانية مُنذ نشأة البرنامج عام 1998 وحتى آخر حلقة عام 2014.

### الإصدار الأصلي (البريطاني)
من الذي يريد أن يكون مليونيرًا؟ عُرض لأول مرة في بريطانيا في 4 سبتمبر 1998، وبُثت حلقاته على شبكة ITV. عندما بدأ البث، حلَّ كريس تارانت كمُقدم لهذا البرنامج، ونجح نجاحًا فوريًا، وشاهد البرنامج أكثر من 19 مليون مشاهد. وعلى الرغم من أن معظم المتسابقين كانوا في الغالب من عامة الناس الذين تقدموا للمشاركة، إلا أن العرض تميز لاحقًا بإصدارات المشاهير خاصة خلال سنواته الأخيرة، وغالبًا ما تزامن ذلك مع الإجازات والمناسبات الخاصة.
في 22 أكتوبر 2013، قرر تارانت إنهاء مسيرته بهذا البرنامج بعد تقديمه لمدة 15 عامًا. جعل قراره ITV في وقت لاحق إلى وضع خطط لإلغاء البرنامج في نهاية عقده، مع عدم تقديم عروض خاصة أخرى بخلاف تلك التي تم التخطيط لها بالفعل. حلقة تارانت الأخيرة كانت عبارة عن عرض كليب خاص بعنوان «الجواب النهائي لكريس»، والتي بُثت في 11 فبراير 2014.

### الإصدار العربي
عُرض في العالم العربي، تحت اسم من سيربح المليون؟ وابتدا عرضه في تاريخ 27 نوفمبر 2000 في أول أيام شهر رمضان على قناة إم بي سي وكان من تقديم الإعلامي اللبناني جورج قرداحي، استمر البرنامج على مدى عشرة أعوام منذ العام 2000 وحتى 2010، وكانت الجائزة الكُبرى عبارة عن مليون ريال سعودي حتى العام 2005 حين تم رفع الجائزة بمليونَي ريال سعودي، ثم عاد الجائزة إلى مليون ريال سعودي في الموسم الأخير عام 2010 ولكن هذه المرة مقابل 12 سؤالاً.
عاد البرنامج مرة أخرى وعُرض في 2015 حتى عام 2016 على قناة أو أس أن يا هلا، وكانت الجائزة عبارة عن مليون ريال سعودي. عُرض أيضاً برنامج باسم المليونير في العام 2012 على قناة الحياة وكانت الجائزة الكبرى بقيمة مليون جنيه مصري.

### الإصدارات الأخرى
عُرض أكثر من خمسين إصدار في 160 دولة، منها الأمريكية والإيطالية والهندية والإسبانية والفرنسية والألمانية والتركية واليابانية وغيرها.

## الرمزيات

### الموسيقى
كانت الموسيقى التصويرية الأكثر شيوعًا في المسابقة من تأليف الأب كيث ستراتشان والابن ماثيو ستراتشان. توفر الموسيقى بعضاً من الدراما والتوتر، تستلهم مقطوعة ستراتشان الرئيسية من معزوفة «المريخ» لغوستاف هولست في مؤلفته الكواكب (بالإنجليزية: The Planets)‏، توصف مقطوعات ستراتشان بأنها «تحاكي صوت القلب النابض»، وتزداد توترها كلما تعمق المتسابق في المسابقة.
تم تكريم الموسيقى التصويرية للبرنامج من قبل الجمعية الأمريكية للملحنين والمؤلفين والناشرين واكتسبت العديد من الجوائز.

### الاستديو

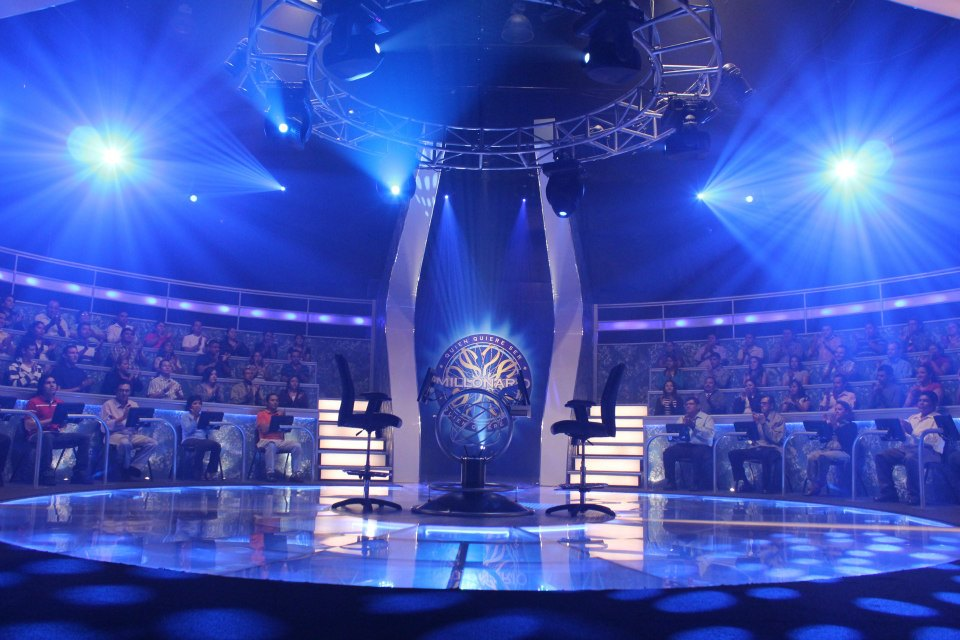
صورة عامة لديكورات الاستديو المُستخدمة في النسخة السلفادورية من البرنامج.

تم تصميم الاستديو الأساسي المستخدم في البرنامج من قبل مصمم الإنتاج البريطاني آندي والمسلي [الإنجليزية]، ويُعتبر من أكثر التصميمات الخلابة في تاريخ التلفزيون. بخلاف برامج الألعاب القديمة التي تم تصميم مجموعاتها لجعل المتسابق أو المتسابقين يشعرون بالراحة، إذ تم تصميم استديو البرنامج لجعل المتسابق يشعر بعدم الارتياح، بحيث يشعر بالبرنامج وكأنه في فيلم سينمائي أكثر من كونه في عرض برنامج مسابقات. الأرضية مصنوعة من زجاج شبكي أسفلها يوجد طبقة ضخمة مغطى بورق المرآة. تحتوي اللعبة الرئيسية عادة على كرسي للمتسابق ويجلس هو والمذيع وجهاً لوجه في المقاعد، ويبلغ طولها 3 أقدام (0.91 م) وتُعرض شاشة كمبيوتر إل جيالتي تواجه كل مقعد مباشرةً أسئلة ومعلومات أخرى المتعلقة بالمسابقة.
نظام الإضاءة مبرمج لتغميق المشهد مع تقدم المتسابق بشكل أكبر في اللعبة. توجد أيضًا مصابيح موضعية في الجزء السفلي من المنطقة المحددة والتي تعمل على تكبير المتسابق عندما يجيب على سؤال رئيسي؛ لزيادة وضوح أشعة الضوء المنبعثة من هذه الأضواء.

### الشعار
صنع برنامج من يريد أن يكون مليونيراً؟ شعاراً دائرياً باللون البنفسجي داخلها دائرة مُحاطة باللون الوردي ومكتوب في الفراغ اسم البرنامج، ثم في داخل الشعار تكون هناك حلقات دائرية مُتداخلة وعلامات العملات مثل $ الدولار.

## فضيحة الغش

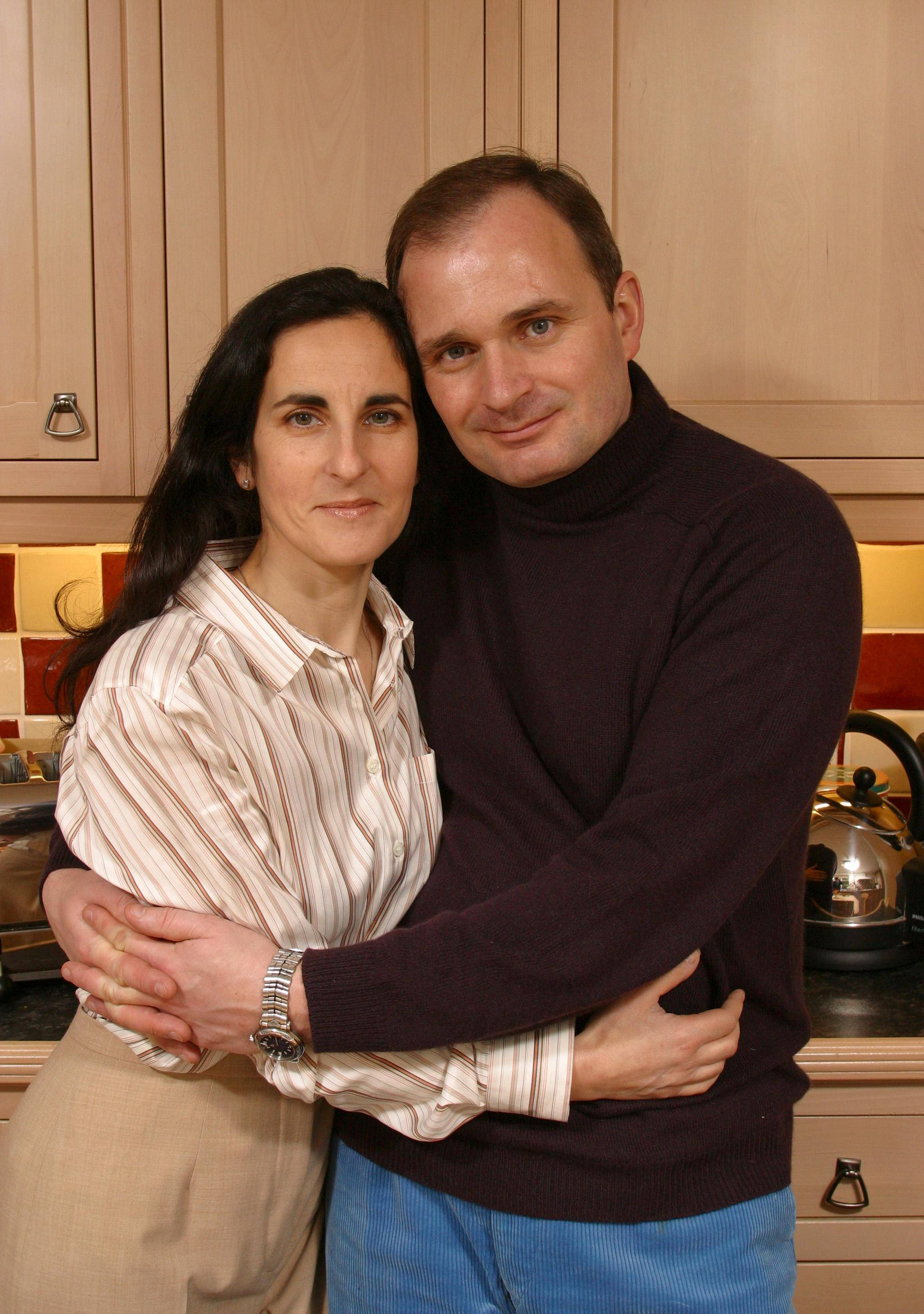
تشارلز إنغرام برفقة زوجته

بالرغم من أن البرنامج استخدم العديد من الطرق لمنع الغش، إلا أنه كان هناك محاولة غش قامت على أسلوب فريد استخدمه متسابق واحد وهو الرائد في الجيش البريطاني تشارلز إنغرام. في يوم 10 سبتمبر عام 2001 شارك تشارلز انغرام في برنامج من سيربح المليون وكانت قد رافقته زوجته ديانا في البرنامج، استطاع تشارلز الفوز بمليون باوند (جنيه إسترليني) بعد أن أجاب بخمسة عشر سؤالاً بشكلٍ متتالي وهي الطريقة الوحيدة للفوز بهذا المبلغ المادي حسب قانون البرنامج، تمت إدانته فيما بعد بالغش في المسابقة بالاتفاق مع زوجته ومُسابق آخر يُدعى تيكوين وينتوك وذلك عن طريق السعال المتعمد (الكحكحة) عند ذكر تشارلز للإجابة الصحيحة أثناء تفكيره بحل السؤال، وظهرت الأصوات بشكلٍ واضح في البرنامج لاسيما عند وقت الإجابات، سبق لزوجته ديانا أن شاركت في البرنامج وفازت بمبلغ 32 ألف باوند، كما سبق لشقيقها أيضاً أن شارك في البرنامج وفاز بنفس المبلغ.
في 7 أبريل عام 2003 أقرّت المحكمة بحكم السجن مع وقف التنفيذ لمدة عامين (حُكم على الزوجين بـ 18 شهراً، وحكم على وينتوك بـ12 شهراً) مع غرامات ماليّة بلغ مجموعها 115 ألف باوند. وفي 19 أغسطس من نفس العام أمر القاضي بإقالة تشارلز من عمله كرائد في الجيش البريطاني بعد 17 عاماً من الخدمة مع عدم التأثير في استحقاقه في المعاش التقاعدي.